# Simon Freund
Simon Freund (* 28. September 1996 in Stockholm) ist ein ehemaliger schwedischer Tennisspieler.

## Karriere
Freund spielte bis 2014 auf der ITF Junior Tour. Dort konnte er mit Rang 110 seine höchste Notierung in der Jugend-Rangliste erreichen. Bei den Grand-Slam-Turnieren spielte er dabei nie.
Von 2014 bis 2016 studierte Freund an der Louisiana State University und spielte dort College Tennis. Für zwei weiteres Jahr wechselte er an die University of California, Santa Barbara.
Nachdem er 2014 schon einmal einige wenige Turniere gespielt hatte, stieg er 2018 wieder voll in den Profitennis ein. Er spielt dabei hauptsächlich auf der drittklassigen ITF Future Tour. Vor allem im Doppel ist er erfolgreich, wo er im Jahr 2019 auch seine ersten Titel gewinnen konnte. Er stand in dem Jahr in neun Future-Finals und konnte fünf Endspiele gewinnen, wodurch er im Doppel erstmals in die Top 500 der Weltrangliste einstieg. Im Einzel gelang ihm im selben Zeitraum nur eine Finalteilnahme. Nach einer kurzen Saison 2020, in der Freund im Einzel (Platz 677) und Doppel (Platz 361) sein Karrierehoch erreichte, siegte der Schwede 2021 in drei von fünf Future-Finals im Doppel. Der Übergang zur höherdotierten ATP Challenger Tour gelang ihm zunächst nicht, nur in Nur-Sultan 2020 nahm er an einem Turnier dieser Kategorie teil. Ende 2021 kam er als Ersatzspieler zu seinem Debüt auf der ATP Tour, als er im Doppel mit Nino Serdarušić in der ersten Runde verlor. Mit Leo Borg erhielt er 2022 und 2023 zwei weitere Male eine Wildcard fürs Doppel, verlor aber ebenfalls zum Auftakt.
Nach fünf Future-Titeln 2023 im Doppel, hauptsächlich an der Seite des Dänen Johannes Ingildsen, schloss er das Jahr erstmals in die Top 400 ab. Mit zwei weiteren Futures Anfang 2024 hatte er genug Punkte, um häufiger an Challengers teilzunehmen. In Tallahassee gewann er sein erstes Challenger-Turnier. In den darauffolgenden Challengers in Savannah und Oeiras schafften Freund und Ingildsen es abermals ins Endspiel. Mitte des Jahres gab Freund über seinen Youtube-Kanal, auf dem er rund 35.000 Follower hat, seinen Rücktritt vom Profisport bekannt. Als Grund gab er an, dass die Preisgelder nicht auskömmlich sind und er nicht weiter reisen möchte.

## Erfolge
| Legende (Anzahl der Siege) |
| Grand Slam                 |
| ATP Finals                 |
| ATP Tour Masters 1000      |
| ATP Tour 500               |
| ATP Tour 250               |
| ATP Challenger Tour (1)    |

### Doppel

#### Turniersiege
| Nr. | Datum          | Turnier     | Belag | Partner            | Finalgegner                          | Ergebnis  |
| --- | -------------- | ----------- | ----- | ------------------ | ------------------------------------ | --------- |
| 1.  | 20. April 2024 | Tallahassee | Sand  | Johannes Ingildsen | William Blumberg Luis David Martínez | 7:5, 7:64 |